# Lithophane pruena
Lithophane pruena är en fjärilsart som beskrevs av Dyar 1910. Lithophane pruena ingår i släktet Lithophane och familjen nattflyn. Inga underarter finns listade i Catalogue of Life.